# Inkhundla Mkhiweni
L'Inkhundla Mkhiweni è uno dei sedici tinkhundla del distretto di Manzini, nell'eSwatini.

## Geografia antropica

### Suddivisioni amministrative
L'Inkhundla è suddiviso nei 3 seguenti imiphakatsi: Dvokolwako, Ekutsimleni, Mbelebeleni.